# Коручка дрібнолиста
Коручка дрібноли́ста (Epipactis microphylla) — рідкісна багаторічна рослина родини зозулинцеві. Вид занесений до Червоної книги України. Малопоширена декоративна культура.

## Опис

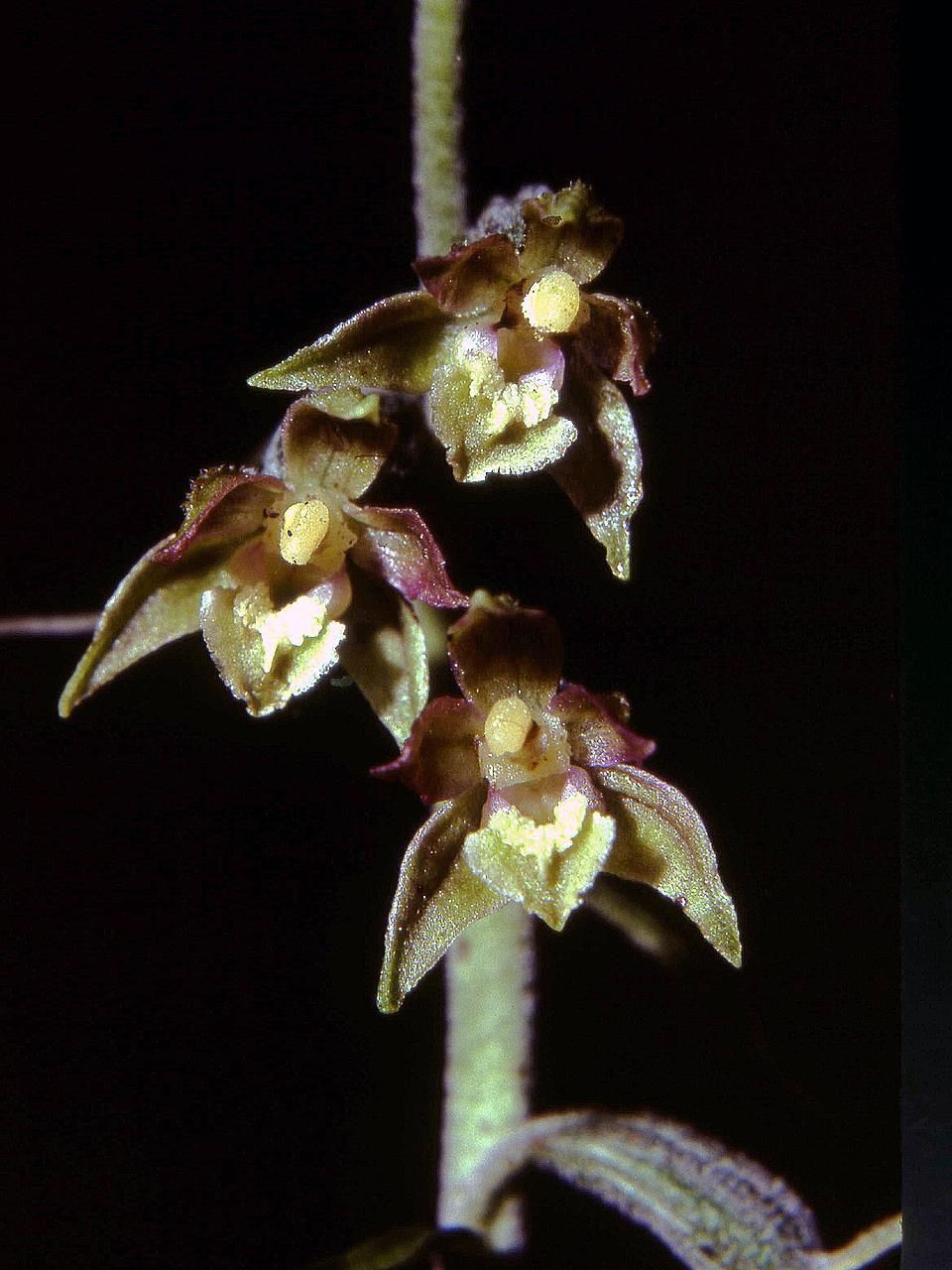
Квіти великим планом

Трав'яниста рослина 17-40 см заввишки, гемікриптофіт. Кореневище коротке. Стебло прямостояче, темно-пурпурове, у верхній частині коротко-запушене білими волосками. Стеблові листки маленькі, ланцетні або яйцеподібно-ланцетні, набагато коротші за міжвузля, темно-зеленого кольору, інколи з пурпуровим відтінком. Через невеликий розмір листків рослина справляє враження квітконоса, що просто стирчить із землі. Зважаючи на їх непропорційно маленький розмір, існує версія, що більшу частину поживних речовин коручка дрібнолиста отримує не за допомогою фотосинтезу, а через мікоризу.
Суцвіття — однобока, негуста китиця, що складається з 10-20 (інколи до 40) квіток. Приквітки ланцетні, до 2 см завдовжки. Квітки двох типів — невеликі автогамні без запаху та великі алогамні зі слабким запахом гвоздики або ванілі. Листочки оцвітини зовні коротко-запушені, червонуваті або зеленкуваті, зсередини — зеленкувато-жовті. Плід — коробочка завдовжки 13-18 мм.

## Екологія та поширення
Зростає у тінистих лісах: переважно букових і дубових, рідше — у соснових. Також трапляється на галявинах і узліссях, але місць з яскравим освітленням уникає. Рослина помірно вологолюбна, віддає перевагу плодючим, глинистим, багатим на вапно ґрунтам.
Розмножується насінням. Квітне у червні-липні. Плодоносить у липні-серпні.
Ареал коручки дрібнолистої охоплює Центральну та Західну Європу, Середземномор'я, Малу Азію, Кавказ, Іран. В Україні відома лише в Гірському Криму, Карпатах і Закарпатті, де трапляються поодинокі особини або маленькі популяції з декількох десятків рослин. Висотний діапазон становить 500—1000 м, окремі особини знаходили на висоті до 1500 м.

## Значення і статус виду
Вид занесено до Додатку II Конвенції про міжнародну торгівлю видами дикої фауни та флори, що перебувають під загрозою зникнення (CITES), до Червоної книги Чехії, списків охоронюваних рослин Лотарингії (Франція) і Словаччини. В Україні охороняється лише в Кримському і Ялтинському гірсько-лісовому заповідниках.
Господарського значення не має, зрідка культивується заради запашних квітів.

## Систематика
Відомі такі форми і підвиди:
- Epipactis microphylla f. canescens (Irmisch) E. G. Camus
- Epipactis microphylla subsp. intermedia (Schur) K. Richt.
- Epipactis microphylla var. canescens Irmisch
- Epipactis microphylla var. firmior Schur
- Epipactis microphylla var. glabrescens Velen.
- Epipactis microphylla var. intermedia Schur
- Epipactis microphylla var. nuda Irmisch

## Синоніми
| - Amesia microphylla (Ehrh.) A. Nelson & J.F. Macbr. (1913) - Amesia monticola (Schltr.) Hu (1925) - Epipactis athensis Lej. (1813) - Epipactis atrorubens Rostk. ex Spreng. (1826) - Epipactis helleborine var. microphylla (Ehrh.) Rchb. - Epipactis intermedia Schur (1866) - Epipactis latifolia subsp. microphylla (Ehrh.) Bonnier & Layens - Epipactis latifolia subsp. parvifolia (Pers.) K. Richt. - Epipactis latifolia var. microphylla (Ehrh.) DC. - Helleborine microphylla (Ehrh.) Schinz & Thell. (1908) | - Helleborine microphylla f. firmior (Schur) Soó - Helleborine microphylla f. nuda (Irmisch) Soó - Helleborine microphylla var. canescens (Irmisch) Graber - Helleborine microphylla var. nuda (Irmisch) Graber - Limodorum microphyllum (Ehrh.) Kuntze (1891) - Serapias athensis (Lej.) Hocq. (1814) - Serapias latifolia var. microphylla (Ehrh.) Pers - Serapias latifolia var. parvifolia Pers. (1807) - Serapias microphylla Ehrh. (1785) |